# Eix vertical

Moviment de guinyada fet amb el timó de direcció

L' eix vertical  és un eix virtual que segueix la direcció del fil de la plomada. És a la vegada perpendicular al pla del terra i també perpendicular a la direcció habitual de moviment d'un vehicle. L'eix vertical fa un angle recte tant amb l'eix longitudinal com amb l'eix transversal.

## Guinyada: Rotació de vehicles respecte a l'eix vertical
Els moviments de rotació al voltant de l'eix vertical en el cas d'una aeronau o d'un vaixell es denomina «guinyada», ja que s'assembla al gest de picar l'ullet que es fa amb les parpelles indicant ara a un costat ara a l'altre. Aquest tipus de moviment és possible gràcies al timó de direcció en el cas d'una aeronau o del timó en el cas d'un vaixell.